# Subprefettura di Guaianases
La Subprefettura di Guaianases è una subprefettura (subprefeitura) della zona orientale della città di San Paolo in Brasile, situata nella zona amministrativa Est 2.

## Distretti
- Guaianases
- Lajeado